# TXS 0506+056
TXS 0506+056 – є високоенергетичним блазаром – квазар з релятивістським джетом, що направлений в сторону Землі. Відноситься до типу лацертидів. Об'єкт має червоне зміщення 0.3365 ± 0.0010, знаходить на відстані 1.75 Гпк від Землі. На небі розміщуєтся приблизно біля лівого плеча сузір'я Оріона. Відкритий як радіоджерело в 1983 році і з того часу спостерігається на всіх довжинах хвиль.
TXS 0506+056 є першим відомим джерелом високоенергетичних астрофізичних нейтрино, ідентифікованим після події нейтрино IceCube-170922A. Єдиними астрономічними джерелами, які раніше спостерігали нейтринні детектори, були Сонце та наднова SN 1987A, які були виявлені десятиліттями раніше при набагато нижчих енергіях нейтрино.

## Історія спостережень
Об'єкт спостерігався багатьма оглядами неба, а отже має багато різних позначень. Найбільш широко застосоване TXS 0506+056 складається із стандартної аббревіатури Техаського Огляду Радіоджерел (TXS) і приблизних екваторіальних координат об'єкта на епоху B1950.
TXS 0506+056 вперше було відкрито як радіоджерело у 1983 році. Його було ідентифіковано як активне ядро галактики на початку 1990-х років, а як можливий блазар – на початку 2000-х. Вже до 2009 року його вважали підтвердженим блазаром і занесли в каталог як об’єкт типу BL Lac. Гамма-вмпромінювання від TXS 0506+056 було виявлено місією EGRET і космічним гамма-телескопа Fermi.
Радіоспостереження на телескопах з наддовгою базою показали видимий надсвітловий рух у джеті блазару. TXS 0506+056 є одним із блазарів, що регулярно спостерігаються 40-метровим телескопом OVRO, в результаті він має майже безперервну криву світла у радіодіапазоні починаючи з 2008 року.
Потік гамма-випроміннювання від TXS 0506+056 є дуже змінним, щонайменше в 3 порядки. TXS 0506+056 входить в 4% найяскравіших джерел гамма-випромінювання і в 1% найяскравіших джерел радіовипромінювання. Беручи до уваги відстань, TXS 0506+056 одним із найпотужніших відомих об’єктів типу BL Lac, особливо у високоенергетичних гамма-променях.  

## Випромінювання нейтрино
22 вересня 2017 року нейтринна обсерваторія IceCube виявила високоенергетичне мюонне нейтрино, яке отримало назву IceCube-170922A. Нейтрино мало енергію ~290 тера-електронвольт (ТеВ); для порівняння, максимальна енергія, яку генерує Великий адронний колайдер становить 13 ТеВ. Протягом однієї хвилини після виявлення нейтрино IceCube надіслав автоматичне сповіщення астрономам у всьому світі з координатами для пошуку можливого джерела. 
В результаті пошуку в цій області неба, розміром 1,33 градуси, було знайдено лише одне можливе джерело – TXS 0506+056 – раніше відомий блазар, який, як виявилось, знаходиться у стані спалахів гамма-випромінювання. Пізніше його спостерігали на довжинах хвиль по всьому спектру електромагнітного випромінювання, включаючи радіо, інфрачервоний, оптичний, рентгеніський та гамма діапазонах. Одночасне виявлення нейтрино і електромагнітного випромінювання від одного об'єта було раннім прикладом багатоканальної астрономії. 
Пошук в архівних даних про нейтрино з IceCube виявив докази більш раннього спалаху нейтрино з нижчою енергією в 2014-2015 роках, що підтверджує ідентифікацію блазара як джерела нейтрино. Незалежний аналіз не виявив спалаху гамма-випромінювання протягом цього раннього періоду випромінювання нейтрино, але підтвердив його зв’язок із блазаром. Енергія нейтрино, випромінюваних TXS 0506+056, на шість порядків перевищує енергію будь-якого раніше ідентифікованого астрофізичного джерела нейтрино. 
Із факту спостереження високоенергетичних нейтрино та гамма-випромінювання від цього блазару слідує, що він має також бути і джерелом космічних променів, оскількиі всі три мають походити він одних і тих самих фізичних процесів. Однак, безпосереднього спостереження космічних променів від об'єкту не було зафіксовано. 
В результаті взаємодії високоенергетичного протона, або ядра (тобто космічного променя) з полем випромінювання, або речовиною, в блазарі утворився заряджений піон. Після чого піон розпався на лептон і нейтрино. Нейтрино слабко взаємодіє з речовиною, тому воно покинуло блазар. Досягнувши Землі, нейтрино взаємодіяло з антарктичним льодом, створюючи мюон, який спостерігався завдяки випромінюванню Черенкова під час проходження через детектор IceCube. 
Аналіз 16 спостережень TXS 0506+056, отриманих на радіорештці з наддовгою базою, між 2009 і 2018 роками виявив наявність викривленого джету або ймовірне зіткнення двох джетів, що могло б пояснити генерацію нейтрино в 2014-2015 роках під час низького потоку гамма-випромінювання і вказує на те, що TXS 0506+056 може бути нетиповим блазаром.
У 2020 році дослідження, в якому використовувалась глобальна телескопічна мережа MASTER виявило, що TXS 0506+056 був у "вимкненому" стані в оптичному спектрі через 1 хвилину після сповіщення про подію IceCube-170922A та знову "ввімкнувся" через 2 години. Це означало б, що блазар був у стані нейтринної ефективності.
У квітні 2021 року нейтринна обсерваторія Baikal-GVD спостерігала рідкісну нейтринну подію, яка отримала назву GVD210418CA. Зафіксована енергія становила 275 ± 75 ТеВ. Напрямок випромінювання близький до положення блазару TXS 0506+056. Гіпотеза про приналежність цієї нейтринної події підсилюється спостереженням радіоспалаху, який слідував, на телескопі RATAN-600.
18 вересня 2022 року IceCube повідомили про детектування ще одного астрофізичного нейтрино з зафіксованою енергією ~170 Тев, який прийшов приблизно з напряму на блазар TXS 0506+056, однак це не єдинне можливе джерело, що знаходиться у цій зоні.
Можливе пояснення механізму випромінювання зафіксованих від блазару TXS 0506+056 нейтрино є обертання з наближенням подвійної надмасивної чорної діри, яка близька до злиття. Таке обертання з наближенням може призводити до квазіперіодчного випромінювання частинок через прецесію джету, близько до часу злиття. 

## Дивись також
- Мессьє 77 - друге джерело нейтрино, про яке IceCube повідомив у листопаді 2022 року

- SN 1987A Випромінювання нейтрино – спалах нейтрино, який спостерігається від наднової зірки
- Нейтринна астрономія
- GW170817 – перша подія з кількома месенджерами за участю гравітаційних хвиль; відбулося за п'ять тижнів до IceCube-170922A